# Daniel Radu (judoka)
Daniel Radu (ur. 10 września 1957) – rumuński judoka. Olimpijczyk z Moskwy 1980, gdzie zajął siódme miejsce w wadze półciężkiej.
Piąty na mistrzostwach Europy w 1980 roku.

## Letnie Igrzyska Olimpijskie 1980
| Konkurencja | Eliminacje              | Repasaże                   | Repasaże               | Klas. końcowa |
| Konkurencja | Przeciwnik I            | Przeciwnik I               | Przeciwnik II          | Miejsce       |
| ----------- | ----------------------- | -------------------------- | ---------------------- | ------------- |
| 95 kg       | Temur Chubuluri (URS) P | Dariusz Nowakowski (POL) Z | Dietmar Lorenz (GDR) P | 7.            |